# Fannia fuscinata
Fannia fuscinata är en tvåvingeart som beskrevs av Chillcott 1961. Fannia fuscinata ingår i släktet Fannia och familjen takdansflugor. Inga underarter finns listade i Catalogue of Life.